# 5635 Cole
5635 Cole è un asteroide della fascia principale. Scoperto nel 1981, presenta un'orbita caratterizzata da un semiasse maggiore pari a 2,3851659 UA e da un'eccentricità di 0,2685264, inclinata di 7,30611° rispetto all'eclittica.